# Чемпіонат Насьйональ
Чемпіонат Насьйональ (ісп. Campeonato Nacional) — футбольний турнір в Аргентині, що разом з Чемпіонатом Метрополітано мали статус національних чемпіонатів в Аргентині в період з 1967 по 1985 рік. Традиційно, турнір Метрополітано проходив в першій частині календарного року, а турнір Насьйональ — у другій. За результатами всього сезону визначалися клуби — представники Аргентини в Кубку Лібертадорес.
1985 року на зміну цим турнірам прийшов єдиний чемпіонат з європейською системою «весна-осінь». Пізніше в Аргентині повернулися до формату з двома чемпіонатами за рік — проте Апертура та Клаусура, а згодом Інісіаль і Фіналь — це фактично два кола єдиного сезону. Турніри ж Метрополітано та Насьональ проходили з різними форматами і учасниками.

## Формати турніру
- 1967–1968 — ліга з 16 клубами
- 1969 — ліга з 17 клубами
- 1970 — 2 групи по 10 команд, плей-оф з 1/2 фіналу
- 1971 — 2 групи по 14 команд, плей-оф з 1/2 фіналу
- 1972 — 2 групи по 13 команд, плей-оф з 1/2 фіналу
- 1973 — 2 групи по 15 команд, фінальна група з 4 клубів
- 1974 — 4 групи по 9 команд, фінальна група з 8 клубів
- 1975 — 4 групи по 8 команд, фінальна група з 8 клубів
- 1976 — 4 групи по 8 команд, плей-оф з 1/4 фіналу
- 1977–1978 — 4 групи по 8 команд, плей-оф з 1/2 фіналу
- 1979–1981 — 4 групи по 7 команд, плей-оф з 1/4 фіналу
- 1982 — 4 групи по 8 команд, плей-оф з 1/4 фіналу
- 1983 — 8 груп по 4; 8 по 3; плей-оф з 1/ 16 фіналу
- 1984 — 8 груп по 4; плей-оф з 1/16 фіналу
- 1985 — багатоступенева формула

## Титули по клубам
- Рівер Плейт — 3
- Росаріо Сентраль — 3
- Індепендьєнте — 3
- Бока Хуніорс — 3
- Сан-Лоренсо — 2
- Феррокаріль Оесте — 2
- Естудіантес — 1
- Велес Сарсфілд — 1
- Аргентинос Хуніорс — 1

## Бомбардири
Дієго Марадона двічі ставав найкращим бомбардиром турніру Насьйональ (в 1979 та 1980 роках). Ще одним гравцем, якому вдалося стати найкращим бомбардиром більше одного разу, крім Марадони, був Карлос Б'янкі (1970, 1981).